# Márton Endrédy
Márton Endrédy (Nádudvar, 11 settembre 1852 – Budapest, 4 aprile 1929) è stato uno schermidore ungherese.
Partecipò ai Giochi della II Olimpiade di Parigi nelle gare di spada per maestri e fioretto per maestri. In entrambe le gare fu eliminato al primo turno.